# Luciola filiformis
Luciola filiformis là một loài bọ cánh cứng trong họ Đom đóm (Lampyridae). Loài này được filiformis E. Olivier miêu tả khoa học năm 1913.